# Johan Bonny
Johan Jozef Bonny (Oostende, 10 juli 1955) is een Belgisch bisschop en sinds 2009 de 22e bisschop van Antwerpen.

## Biografie
Johan Bonny is afkomstig van Moere bij Gistel. Hij is de oudste van vijf kinderen in het landbouwersgezin van Gustaaf Bonny en Marie-Jeanne Lootens. Hij doorliep de lagere school in Eernegem en Moere. Hij volgde het lager middelbaar onderwijs aan het Onze-Lieve-Vrouwecollege in Gistel (het huidige Sint-Godelievecollege) en het hoger middelbaar onderwijs aan het Sint-Janscollege in Meldert-Hoegaarden (provincie Brabant), een college met internaat van de Aalmoezeniers van de Arbeid. Na zijn humaniora trok hij in 1973 naar het grootseminarie van Brugge.

### Priester
Op 20 juli 1980 werd hij door bisschop De Smedt tot priester gewijd. Bonny hielp de Arkgemeenschap in Moerkerke stichten en bleef er als priester verbonden.
In 1982 behaalde hij een doctoraat in de theologie aan de Pauselijke Universiteit Gregoriana te Rome. Daarna benoemde De Smedt hem tot professor aan het grootseminarie van Brugge waar hij kerkgeschiedenis, kerkleer, oecumene en spiritualiteit doceerde. Hij was er ook archivaris. Tegelijkertijd werkte hij bij de mystiekkenner Albert Deblaere aan een doctoraat over de Vlaamse mysticus Jan van Ruusbroeck ("Het ghemeyne leven in de werken van Jan van Ruusbroec"), dat hij in 1988 verdedigde. In 1985 benoemde Roger Vangheluwe hem tot directeur van de afdeling theologie en in 1991 tot geestelijk directeur van de afdeling theologie van het grootseminarie te Brugge.
Op 5 juni 1997 werd hij benoemd tot staflid van de Pauselijke Raad ter Bevordering van de Eenheid van de Christenen. Binnen deze raad verzorgde hij de relaties met de monofysitische kerken: de Koptisch-orthodoxe Kerk in Egypte, de Ethiopisch-orthodoxe Kerk, de Syrisch-orthodoxe Kerk, de Armeense Kerk en de Malankaarse Syrisch-Orthodoxe Kerk in India. In 1997 benoemden de Belgische bisschoppen hem ook tot rector van het Belgisch Pauselijk College in Rome in opvolging van Werner Quintens.
Op 9 januari 2002 werd hij benoemd tot Kapelaan van Zijne Heiligheid paus Johannes Paulus II.

### Bisschop
Op 28 oktober 2008 benoemde paus Benedictus XVI Bonny tot 22e bisschop van Antwerpen (4de bisschop van het heropgerichte bisdom). Zijn bisschopsleuze luidt "Agnus pascet illos" (Het Lam zal hen weiden, Apokalyps hoofdstuk 7, vers 17). Johan Bonny ontving op 4 januari 2009 de bisschopswijding in de Onze-Lieve-Vrouwekathedraal in aanwezigheid van verschillende kerkelijke en burgerlijke hoogwaardigheidsbekleders, onder wie kardinaal Walter Kasper, aartsbisschop Wim Eijk uit Utrecht en bisschop André-Mutien Léonard. Hoofdcelebrator was kardinaal Godfried Danneels en concelebratoren waren Paul Van den Berghe en Roger Vangheluwe. Tijdens de homilie sprak kardinaal Danneels over de moeilijke taak die hem wacht, na de ontkerkelijking en de priesterschaarste. Ook drukte hij de nieuwe bisschop op het hart een herder te zijn van de hoop. De bisschop kreeg ook de opdracht mee een kerkgemeenschap uit te bouwen waar het Goddelijk woord en de eucharistie een belangrijke rol speelt. Dezelfde dag nam hij de Antwerpse bisschopszetel in bezit.
Op 21 januari 2010 benoemde paus Benedictus XVI Mgr. Bonny tot lid van de Pauselijke Raad voor de Eenheid van de christenen.
De bisschop steunde de Vlaamse schrijver Bart Demyttenaere om toegang te krijgen tot Vaticaanse kringen. Alzo kon de schrijver specifieke informatie opdoen voor het laatste deel van zijn kerktrilogie genoemd De Stoel van Petrus.
Op 23 februari 2024 werd bekend dat hij in september 2023 zijn ontslag had aangeboden aan de paus na het bekijken van de documentaire Godvergeten. De paus is hier echter nog niet op ingegaan dus blijft hij zijn rol als bisschop uitvoeren.

## Kerkelijke discussies
In september 2014 richtte hij een brief aan het Vaticaan waarin hij pleitte voor een andere, meer eigentijdse houding van de Kerk in verband met o.a.  homoseksualiteit, in-vitrofertilisatie, echtscheiding en ongehuwd samenwonen. Deze controversiële brief van Bonny kwam een maand voordat in Rome een buitengewone bisschoppensynode plaatsvond. Hierin werden de pastorale uitdagingen van het gezin in de context van evangelisatie besproken.
Begin 2021 werd door de Congregatie van de Geloofsleer een antwoord gepubliceerd op een voorgelegde vraag betreffende de zegening van verbintenissen van personen van hetzelfde geslacht. Hierin werd bevestigd dat de kerk geen relaties of burgerlijke huwelijken kon inzegenen tussen personen van hetzelfde geslacht en werd de homoseksualiteit opnieuw als 'zonde' betiteld. Homoseksuelen konden wel individueel gezegend worden, maar relaties konden niet gezegend worden en seksuele handelingen tussen personen van hetzelfde geslacht bleven zwaar zondig. Er kwam hierop heel veel negatieve reactie. In België nam bisschop Bonny het voortouw in de kritiek op de Vaticaanse uitspraak. Deze houding werd in de Belgische kerkelijke kringen, waar men meestal kritisch staat tegenover Rome, op brede goedkeuring onthaald. Uit zijn kritiek kon men besluiten dat de Belgische bisdommen de Roomse zienswijzen niet zouden volgen, ook al bleven de overige Belgische bisschoppen wat voorzichtiger en hielden ze het bij een communiqué waarin ze hun collega bijtraden. Begin april bevestigde kardinaal Jozef De Kesel dat hij de zienswijze van bisschop Bonny deelde. In de loop van hetzelfde jaar besliste de bisschop uiteindelijk, samen met de andere Vlaamse bisschoppen, om huwelijken tussen koppels van hetzelfde geslacht te zegenen. Vanuit het Vaticaan werd tot nu toe niet publiek gereageerd. Er kwam wel een gesprek eind 2022 in Rome tussen de bisschop, zijn Belgische collega's en Paus Franciscus.

## Eerbetoon
- Mgr. Bonny is sinds begin juli 2009 ereburger van de stad Gistel.
- In 2014 werd hij in Diksmuide benoemd tot ridder in de ludieke Orde van 't Manneke uit de Mane.
- De Faculteit Katholieke Theologie van de Universiteit van Bonn reikte hem op 6 juni 2023 een eredoctoraat uit.

## Publicaties
- Bonny, Johan, Getuige van hoop. Eén jaar bisschop (2010), Uitg. Pelckmans Kapellen, 172p.
- Over de verklaringen van bisschop Bonny betreffende de Vaticaanse verklaring over zegenen van homorelaties
- Johan Bonny, Roger Burggraeve & Ilse Van Halst, 'Please? Thank you! Sorry...' (2021), Antwerpen-'s Hertogenbosch: Gompel&Svacina uitgevers.